# Nor Artik
Nor Artik (en arménien Նոր Արթիկ) est une communauté rurale du marz d'Aragatsotn, en Arménie. Elle compte 587 habitants en 2009.